# 알하젬 클럽 스타디움
알하젬 클럽 스타디움(아랍어: ملعب نادي الحزم, 영어: Al-Hazem Club Stadium)는 사우디아라비아 아르라스에 위치한 다목적 경기장이다. 현재 주로 축구 경기장으로 이용되며 알하젬의 홈구장으로 사용된다. 수용 인원은 8,000명이다.